# Góry księżycowe według wysokości
Poniżej wypisana jest lista gór na Księżycu, ułożona według względnej wysokości w kilometrach.

## Więcej niż cztery kilometry
- Mons Huygens - 5,5 km[1][2]
- Mons Hadley - 4,5 km[1][2]
- Mons Bradley - 4,3 km[3]

## 3-4 kilometry
- Mons Penck - 4,0 km
- Mons Hadley Delta - 3,9 km[4]
- Mons Blanc - 3,8 km[1]
- Mons Wolff - 3,8 km[1]
- Mons Ampère - 3,3 km[2]

## 2-3 kilometry
- Mons Pico - 2,4 km[1][2]
- Mons Piton - 2,1 km[1][2]
- Mons Vitruvius - 2,3 km

## 1-2 kilometry
- Mons La Hire - 1,5 km[1][2]
- Mons Vinogradov - 1,4 km
- Mons Maraldi - 1,3 km

## Mniej niż jeden kilometr
- Mons Gruithuisen Gamma - 0,9 km
- Mons Rümker - 0,5 km